# Kapselmuster
Das Kapselmuster ist ein Fachbegriff der manuellen Funktionsuntersuchung eines Gelenks. Es beschreibt eine gelenkspezifische Veränderung der Bewegungsmöglichkeit bei der passiven Gelenkbewegung. Der Begriff wurde vom englischen Orthopäden James Cyriax in den 1960er Jahren geprägt. Kapselmuster sind gelenkspezifisch und beschreibt die maximale Exkursion eines Gelenks sowie die Reihenfolge in der bestimmte Bewegungsrichtungen bei erhöhter Kapselspannung eingeschränkt werden oder sogar ganz ausfallen.